# Baetis vernus
Baetis vernus is een haft uit de familie Baetidae. De wetenschappelijke naam van de soort is voor het eerst geldig gepubliceerd in 1834 door Curtis.
De soort komt voor in het Palearctisch gebied.